# Otto Stolz
Otto Stolz (Hall in Tirol, 3 luglio 1842 – Innsbruck, 23 novembre 1905) è stato un matematico austriaco, conosciuto per i suoi contributi in analisi matematica. Prende il suo nome il teorema di Stolz-Cesàro.